# Stettiner FC Titania 1902
Maillots
Le Stettiner FC Titania 1902 fut un club allemand de football, localisé à Stettin, de nos jours (de nos jours Szczecin, en Pologne).
Le cercle disparut en 1930 après avoir été déclaré en faillite. La majorité des membres restants rejoignirent alors le VfL Stettin.

## Histoire
Le club fut fondé le 12 juillet 1902.
Deux ans plus tard, il participa à la création de la Stettiner Fußball-Vereinigung puis à celle de la Verband Pommerscher Ballspiel-Vereine.
Le développement du football dans la région de Stettin tarda en raison des fréquents litiges qui opposèrent les clubs et du désintérêt des autorités de la Province prussienne de Poméranie.
De 1907 à 1911, pour tentter d’atténuer les litiges persistants, les clubs de la VPBV jouèrent sous l’égide de la Verband Berliner Ballspielvereine (VBB) en tant que Orstgruppe Stettin.
En 1912 et 1913, les cercles de la VPBV rejouèrent entre eux car une fusion était intervenue entre les fédérations régionales berlinoises .
Durant cette période, le Titania FC 1902 s’avéra de loin le club mle plus performant puisqu’il remporta sept titres en dix saisons.
Finalement, à partir de 1913, les clubs de la VPBV rejoignirent la Baltischen Rasen-und Wintersport-Verband (BRaWV), familièrement appelée Balten Liga
En 1920, le club devint le premier cercle de Stettin à remporter le championnat de la Baltischen Rasen-und Wintersport-Verband en devançant le VfB Dantzig et le SC Samland-Königsberg. Ainsi qualifié pour le tour final national, le FC Titania 1902 alla gagner (1-2, après prolongation) à Kiel, face au SV Arminia Hannover en quarts de finale, avant de chuter contre le 1. FC Nürnberg au (1-3) au tour suivant. Cette demi-finale se joua à Berlin, sur le terrain du Berliner FC Preussen.
En 1922, le club reconquit le titre. Il fut battu (5-0) au Hambourg SV au premier tour de la phase finale.
Vice-champion en 1925, le Titania subit la loi (2-4) du FC Altona 93 au premier tour de la phase finale.
Retrouvant le titre en 1927, le cercle ne franchit par le premier tour de la phase finale en sombrant (9-1) au Kieler SV Holstein 1900.
À la fin de la saison 1928-1929, le Stettiner FC Titania 1902 termina une nouvelle fois vice-champion. Une défaite (3-2, après prolongation) au Tennis Borussia Berlin, mit fin rapidement à son passage en phase finale.
La saison suivante, ce fut le SpVgg Sülz 07 qui arrêta (2-4), prématurément le parcours du Titania.
Ce fut la dernière apparition du Titania 1902 en phase finale du championnat et pour cause.
Avant la fin de l’année 1930, le cercle fut déclaré en faillite. Les membres restant rejoignirent alors le VfL Stettin.
Dès leur arrivée au pouvoir en février 1933, les Nazis s’accaparèrent le sport comme organe de propagande et de contrôle de la population. Sous la direction du DRL/NSRL, les compétitions de football furent réformées. Seize ligues régionales durent créées, les Gauligen.
Le VfL Stettin fut versé dans la Gauliga Pommern, Groupe West. Il en fut sacré champion en 1940. Lors de la phase finale du championnat national, le cercle termina 3e sur trois d’un groupe remporté par le SC Union 06 Oberschöneweide devant le VfB Königsberg.
En 1945, le club fut dissous par les Alliés, comme tous les clubs et associations allemands (voir Directive n°23).
Initialement les accords de la Conférence de Yalta prévoyaient que la ville de Stettin resterait attachée au territoire de l’Allemagne. Mais Staline changea d’avis. Souhaitant un port sur la Baltique accessible toute l’année, le dictateur soviétique jeta son dévolu sur ce Königsberg (ainsi se forma l’enclave de Kaliningrad), et donna Stettin à la Pologne. La ville devint Szczecin. La population allemande fut chassée. Tous les clubs allemands disparurent. 

## Palmarès

### Stettiner FC Titania 1902
- Champion de la Stettiner Fußball-Vereinigung: 1904, 1905.
- Champion de la Verband Pommerscher Ballspiel-Vereine: 1906, 1907.
- Champion de la Verband Pommerscher Ballspiel-Vereine, Orstgruppe de la VBB: 1908, 1909, 1911.
- Champion de la Baltischen Rasen-und Wintersport-Verband: 1920, 1922, 1927.
- Vice-champion de la Baltischen Rasen-und Wintersport-Verband: 1925, 1929, 1930.

### VfL Stettin
- Champion de la Gaulga Pommern: 1940.

## Sources et liens externes
- Hardy Grüne: Enzyklopädie des deutschen Ligafußballs 1. Vom Kronprinzen bis zur Bundesliga 1890 bis 1963. Agon-Sportverlag, Kassel 1996,  (ISBN 3-928562-85-1).
- Hardy Grüne: Enzyklopädie des deutschen Ligafußballs 7. Vereinslexikon. Agon-Sportverlag, Kassel 2001,  (ISBN 3-89784-147-9).
- Archives des ligues allemandes depuis 1903
- Base de données du football allemand
- Site de la Fédération allemande de football